# Anaphyllum
Anaphyllum Schott – rodzaj roślin zielnych z rodziny obrazkowatych, obejmujący 2 gatunki występujące na południu subkontynentu indyjskiego, w Tamil Nadu i Kerala: Anaphyllum beddomei Engl. i Anaphyllum wightii Schott. Nazwa naukowa rodzaju pochodzi od greckich słów ανά (ana – w górę, za) i φύλλο (phyllo – liść).

## Morfologia

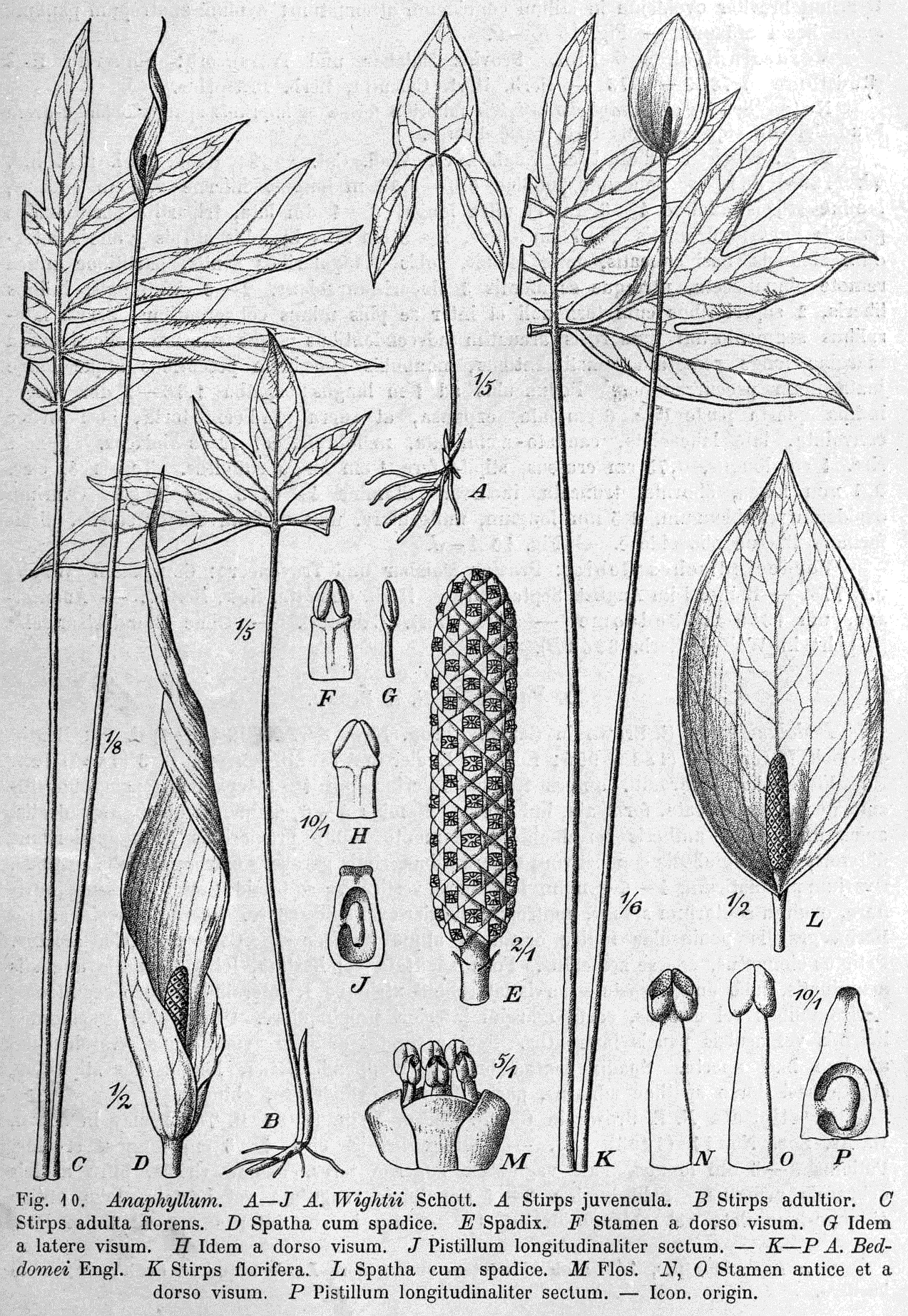
Morfologia obu gatunków

PokrójRzadko występujące rośliny zielne tworzące kępy i skupiska.
ŁodygaRozgałęziające się sympodialnie kłącza.
LiścieRośliny tworzą kilka liści właściwych na ogonkach o długości około 1,5 m, gładkich do gruzełkowatych, niekiedy z brodawkami na wyraźnie podniesionych kołnierzach, zakończone kolankiem. Blaszki liściowe młodociane oszczepowato-strzałkowate, dojrzałe nieparzystopierzaste lub pierzastosieczne. Listki równowąsko-lancetowate, o wymiarach 20×5–6 cm (A. beddomei) lub 20–40×3–5 cm (A. wightii).
KwiatyRośliny jednopienne, tworzące pojedynczy kwiatostan typu kolbiastego pseudancjum. Szypułki podobne do ogonków liściowych i tej samej długości. Pochwa kwiatostanu błoniasta do twardej, zwinięta u nasady, w górnej części lancetowata i spiralnie zwinięta, o długości do 20 cm (A. wightii) lub jajowata i płaska, o długości do 12 cm (A. beddomei). Kolba dużo krótsza od pochwy. Kwiaty obupłciowe, czterokrotne. Zalążnie jednokomorowe i jednozalążkowe, z paretialnym łożyskiem. Zalążki anatropowe.
OwoceJajowata, gładkie, czerwone jagody. Nasiona jajowate, z błoniastą, gładką łupiną, bez bielma.

## Biologia i ekologia
RozwójWieloletnie geofity ryzomowe, hygrofity.
SiedliskoWiecznie zielone lasy równikowe, obszary bagienne.
GenetykaLiczba chromosomów 2n = 26.

## Systematyka
Pozycja rodzaju według Angiosperm Phylogeny Website (aktualizowany system APG IV z 2016)Należy do podrodziny Lasioideae, rodziny obrazkowatych (Araceae), rzędu żabieńcowców (Alismatales) w kladzie jednoliściennych (ang. monocots).